# Волчецкий, Леонид Павлович
Леони́д Па́влович Волче́цкий (18 сентября 1913 — 30 октября 1991) — белорусский театральный деятель. Заслуженный деятель культуры Белорусской ССР (1963).

## Биография
Родился 18 сентября 1913 года в деревне Долгиново, Вилейского уезда Российской империи.
В 1931 окончил Минский педагогический техникум и поступил на работу в Белорусский государственный театр в Витебске.
В 1933 окончил театральную студию при Белорусском государственном театре в Витебске.
В 1951 — 1974 — директор Брестского областного драматического театра имени Ленинского комсомола Белоруссии.
Был женат на актрисе Татьяне Филипповне Заренок. Их дочь Тамара Волчецкая также стала актрисой и работала в Брестском театре.
Награждён орденами Отечественной войны I и II степени, Трудового Красного Знамени, Знак Почёта (25.02.1955) и медалями.